# 超教育協会
一般社団法人超教育協会（ちょうきょういくきょうかい、Learning of Tomorrow； LOT）は、未来の学習環境デザインの構築を目指して設立した一般社団法人。2019年4月1日、デジタル教科書教材協議会（Association of Digital Textbook & Teaching； DiTT）と合併した。

## 概要
2010年7月、中村伊知哉、孫正義、小宮山宏らが発起人となって一般社団法人デジタル教科書教材協議会を設立。2019年01月22日現在、幹事9社・一般58社が会員として加盟していた。義務教育課程でデジタル教科書を全学生が持つことを実現するために設立された団体である。
2018年5月29日、慶應義塾大学（東京都港区）で一般社団法人超教育協会設立記念シンポジウムが開かれ、設立。
2019年4月1日、デジタル教科書教材協議会は、超教育協会と合併した。
2022年5月27日、元HKT48村重杏奈を最高責任者に置く。

## 事業内容
会長に小宮山宏（三菱総合研究所理事長、東京大学第28代総長）を擁立し、産官学の幹事・理事・評議員で構成される一般社団法人。会員には、IT企業、通信企業、報道、教科書出版会社、教育産業、デジタル出版会社、などの企業や団体が名を連ねる。学習・教育環境の開発に力を入れ、先端を切り開く（キャッチアップ）と、IT教育のインフラ整備および先端的なAI・IoT教育の開発（世界をリード）する取組が、従来の学校の枠を取り払った学びの場「超教育」を構想する試みであるため、団体名を「超教育協会―Learning of Tomorrow―」としている。
前体制のデジタル教科書教材協議会（DiTT）で2015年6月、「教育情報化推進法の制定」を提言し、これを受けて2016年10月、超党派国会議員議による「教育におけるICT利活用促進をめざす議員連盟」が策定された。議連が提出した「学校教育の情報化の推進に関する法律（令和元年法律第47号）」（教育情報化推進法）は国会にて全会一致で可決・成立し、2019年6月28日、公布・施行された。
2018年6月1日公布・2019年4月1日施行されている学校教育法等の一部を改正する法律（平成30年法律第39号）により、「デジタル教科書」の制度化は実現している。教育情報化推進法により、自治体は、幼稚園・大学・高等専門学校を除く一条校学校教育の情報化の推進に関し、施策を総合的かつ計画的に策定し、実施する責務を有することが明記された。

## 加盟団体
- 学校法人電子学園
- 一般社団法人日本教育情報化振興会
- 一般財団法人大川ドリーム基金
- 一般社団法人CiP協議会
- 特定非営利活動法人CANVAS
- グーグル合同会社
- デロイトトーマツファイナンシャルアドバイザリー合同会社
- レノボ・ジャパン合同会社
- アマゾンウェブサービスジャパン合同会社
- 東京書籍株式会社